# Middelalderparken
Middelalderparken är en norsk park i Medeltidsstaden i stadsdelen Gamle Oslo i Oslo. Parken öppnades 2000. Den ligger i Sörenga, söder om Bispegata och öster om Kong Håkon 5.s gate. Parken är en del av ett tänkt framtida sammanhängande kulturstråk, som också skulle inkludera Minneparken och Ladegården på den norra sidan av Bispegata. 
I Middelalderparken ligger Saxegården och ruinerna av Sankt Clemenskirken, Mariakirken och Kongsgården. Intill Middelalderparken i väster har tagits fram en vattenspegel som rekonstruerar Björvikas tidigare strandlinje. Parken var ursprungligen på 70 hektar. Med det 2022 pågående järnvägsprojektet Follobanen görs en övertäckning av banområdet vid parken, ovanpå vilken Middelalderparken kommer att utvidgas väsentligt.
Alnaelva har sitt utlopp i den södra delen av parken. Under tidigt 1900-tal lades flodens nedre lopp i kulvertar. Mynningen har rekonstruerats så att floden leder ut i parkens vattenspegel. 
Oslo Middelalderfestival och Øyafestivalen har till och med 2013 arrangerats årligen i parken. Från 2014 är dessa på grund av bygget av Follobanen flyttad till respektive Akershus fästning och Tøyenparken.

## Bildgalleri

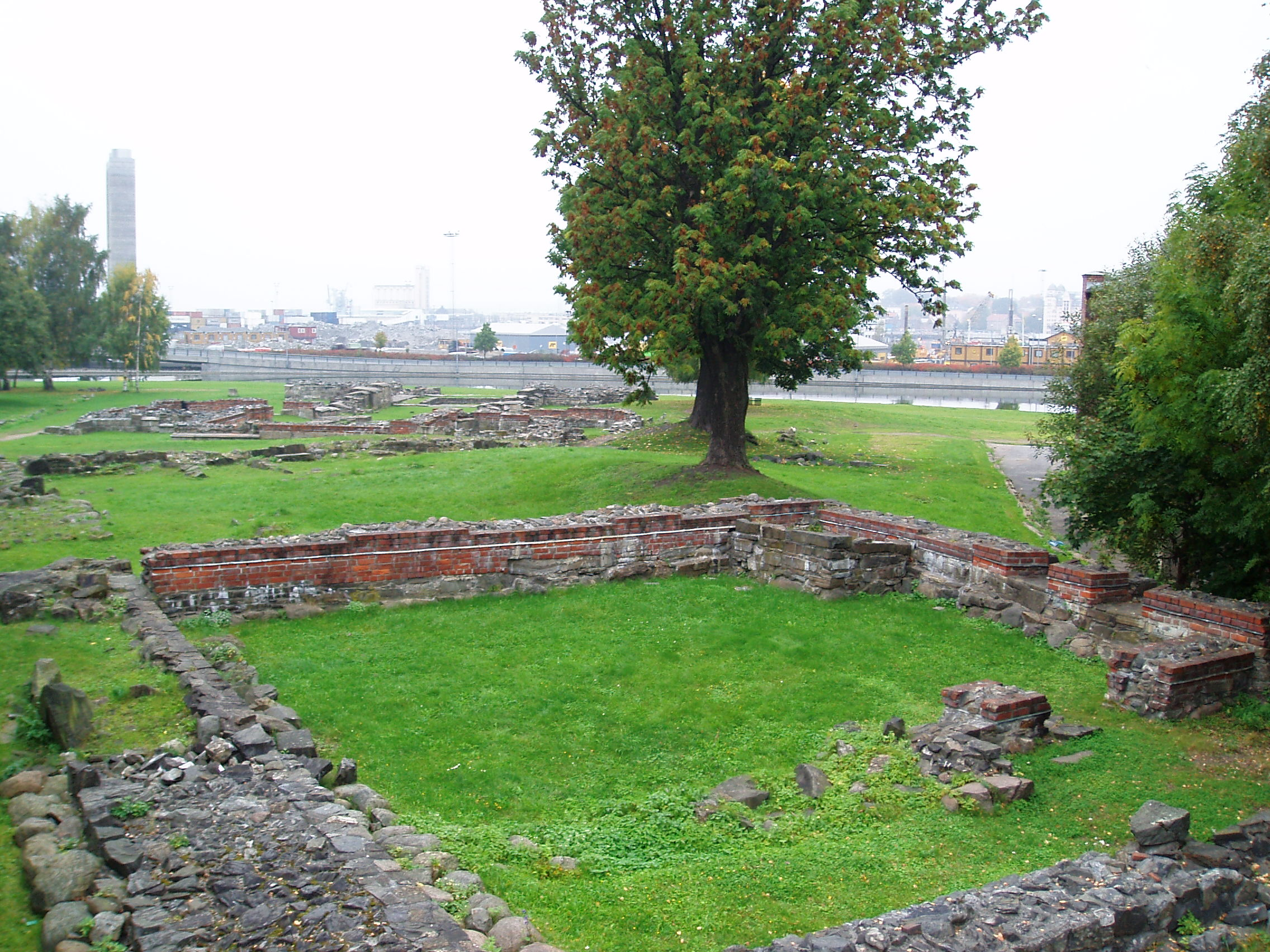
Ruinen av Kongsgården, 2008
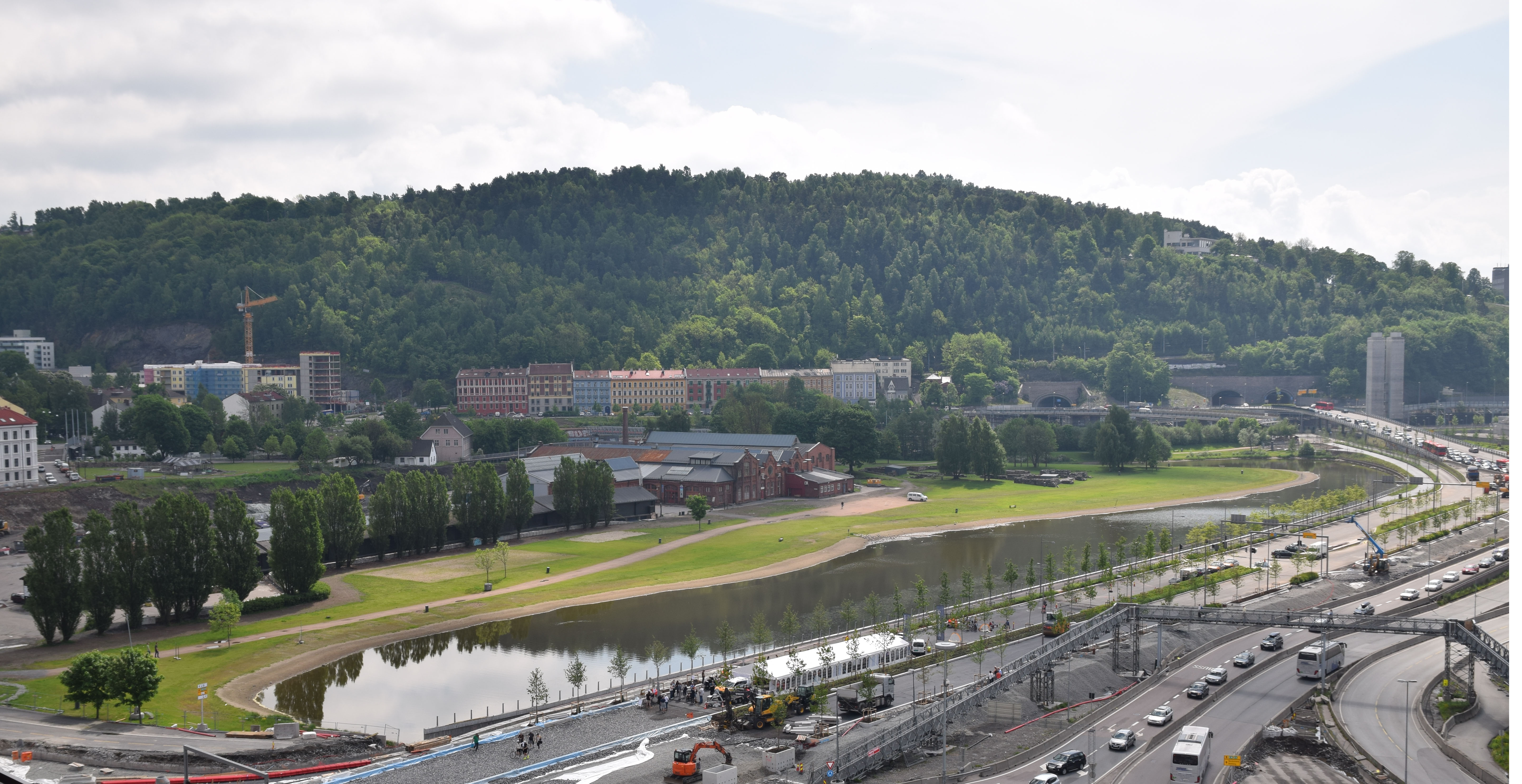
Parken sedd från Barcode. Kong Håkon 5.s gate under anläggning till höger, 2014
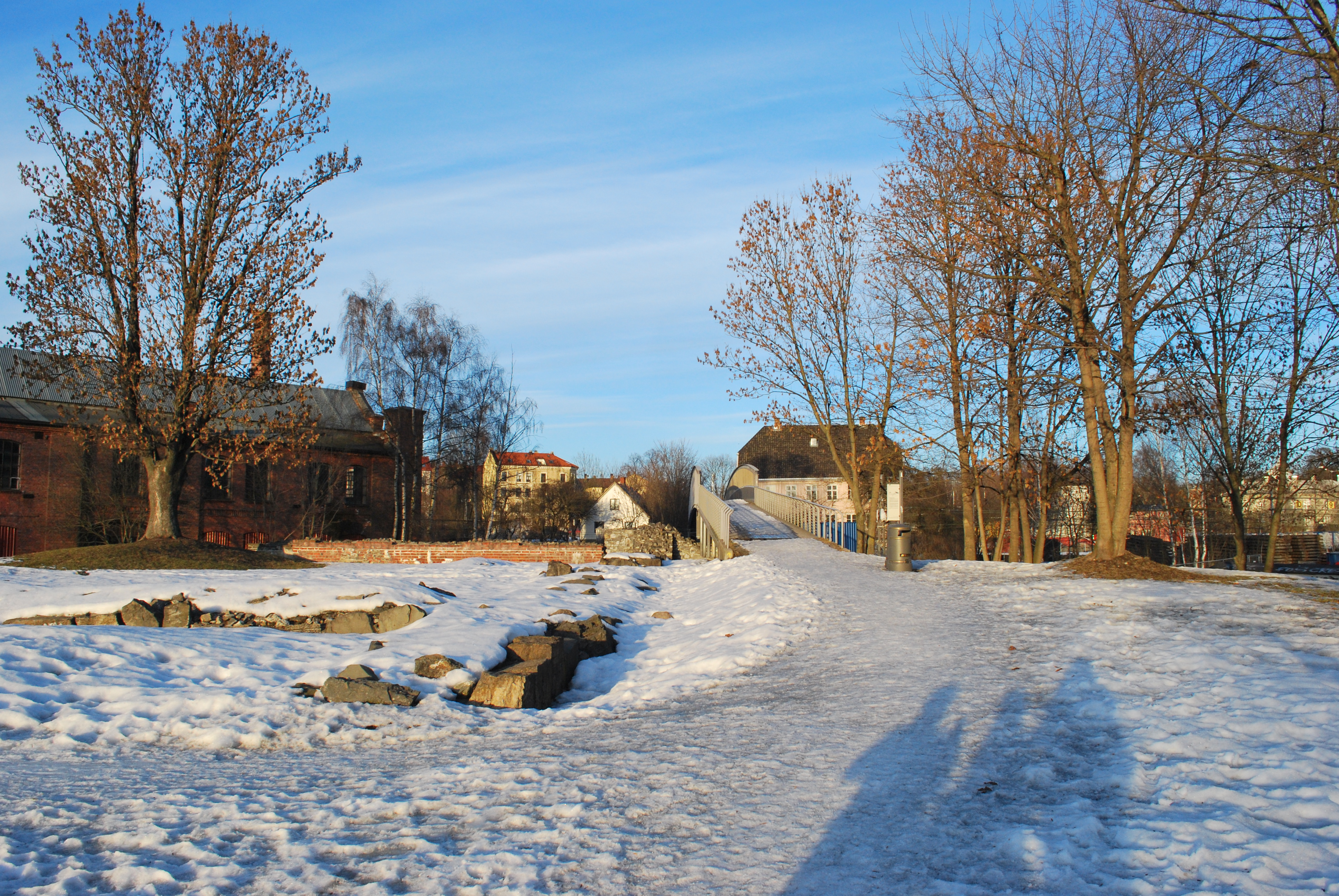
Ingången vid Saxegården, 2009
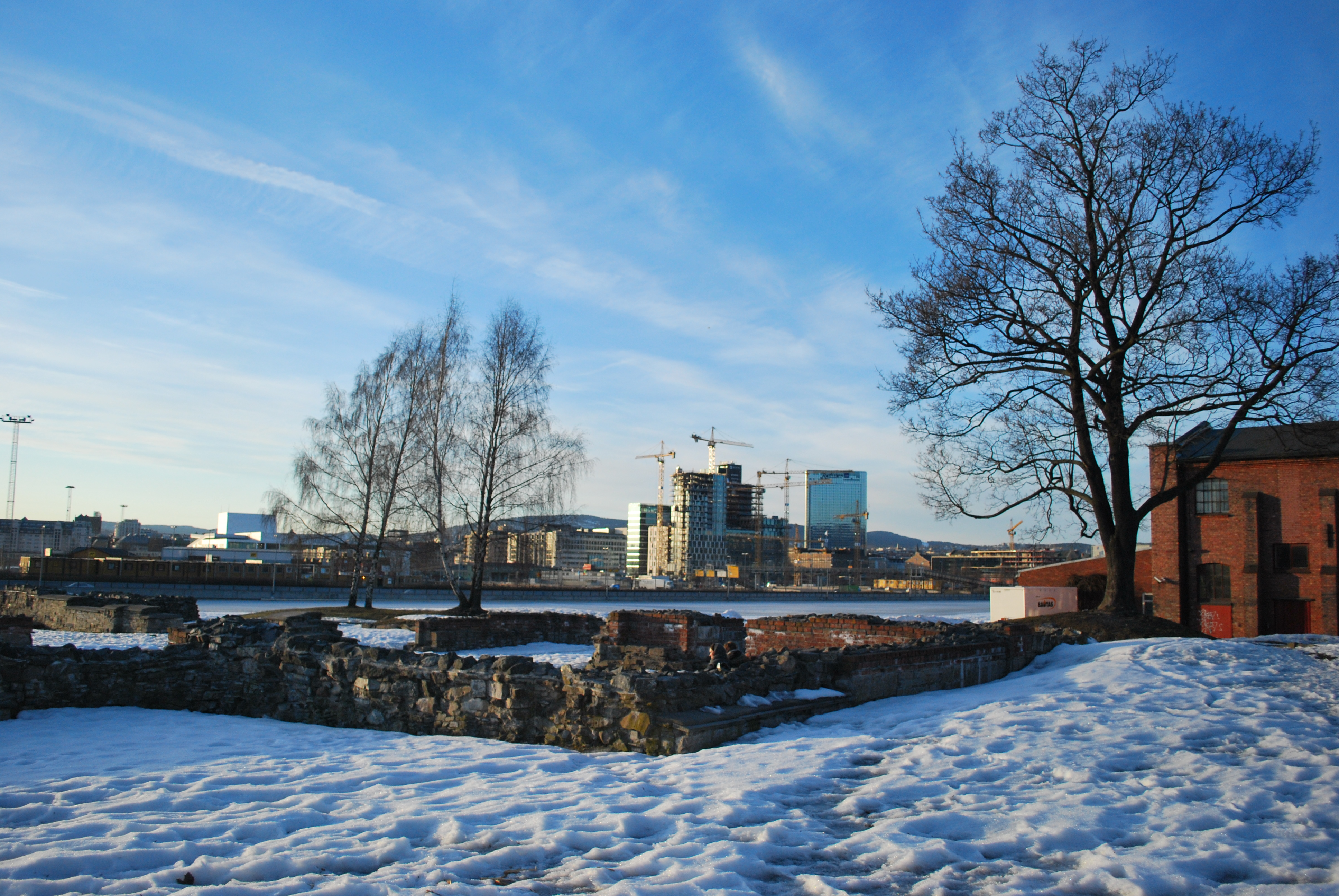
Ruinen av Mariakirken i förgrunden och Barcode i Bjørvika i bakgrunden, 2009
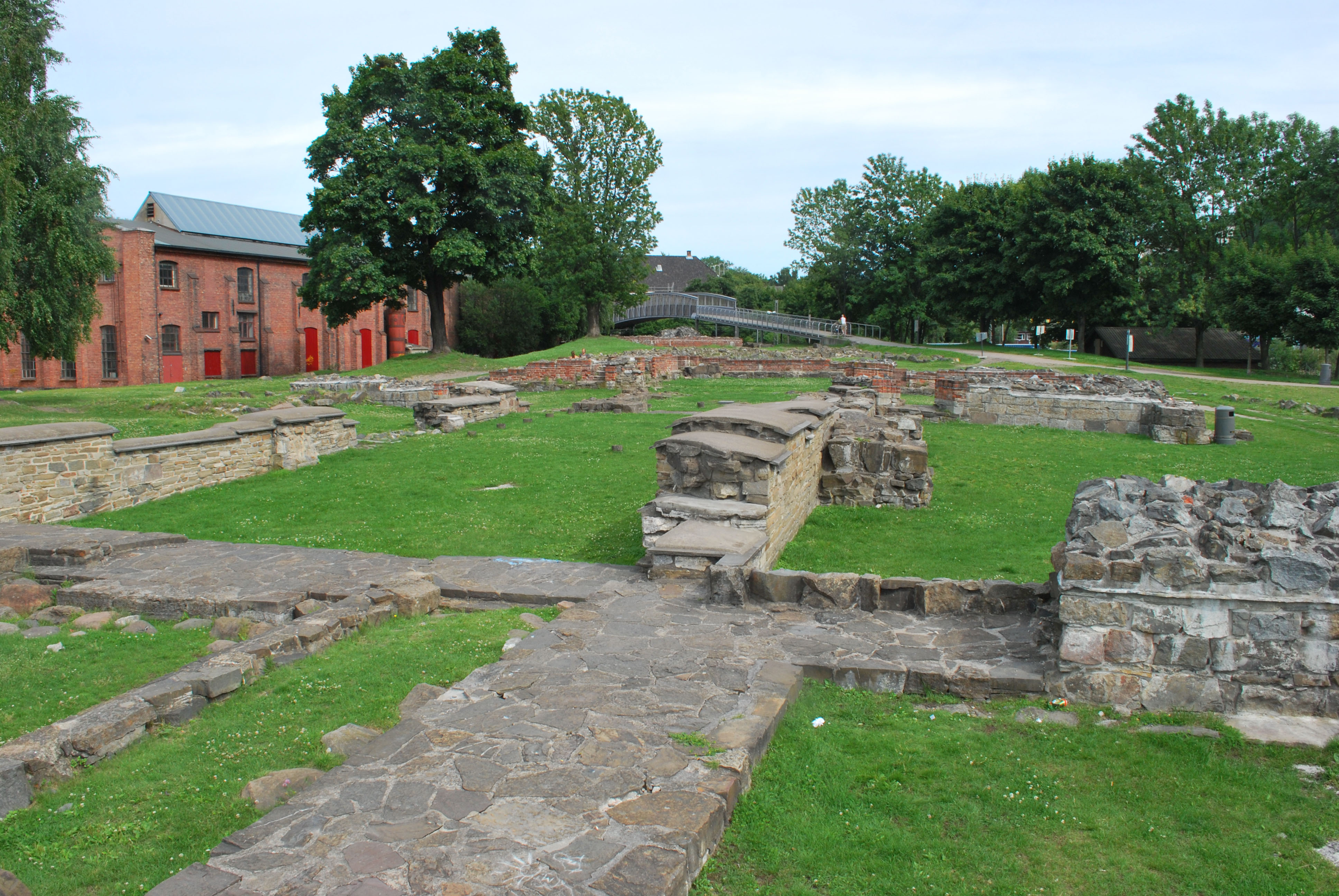
Mariakirkeruinen sett mot Järnvägsverkstaden och Saxegården, 2008
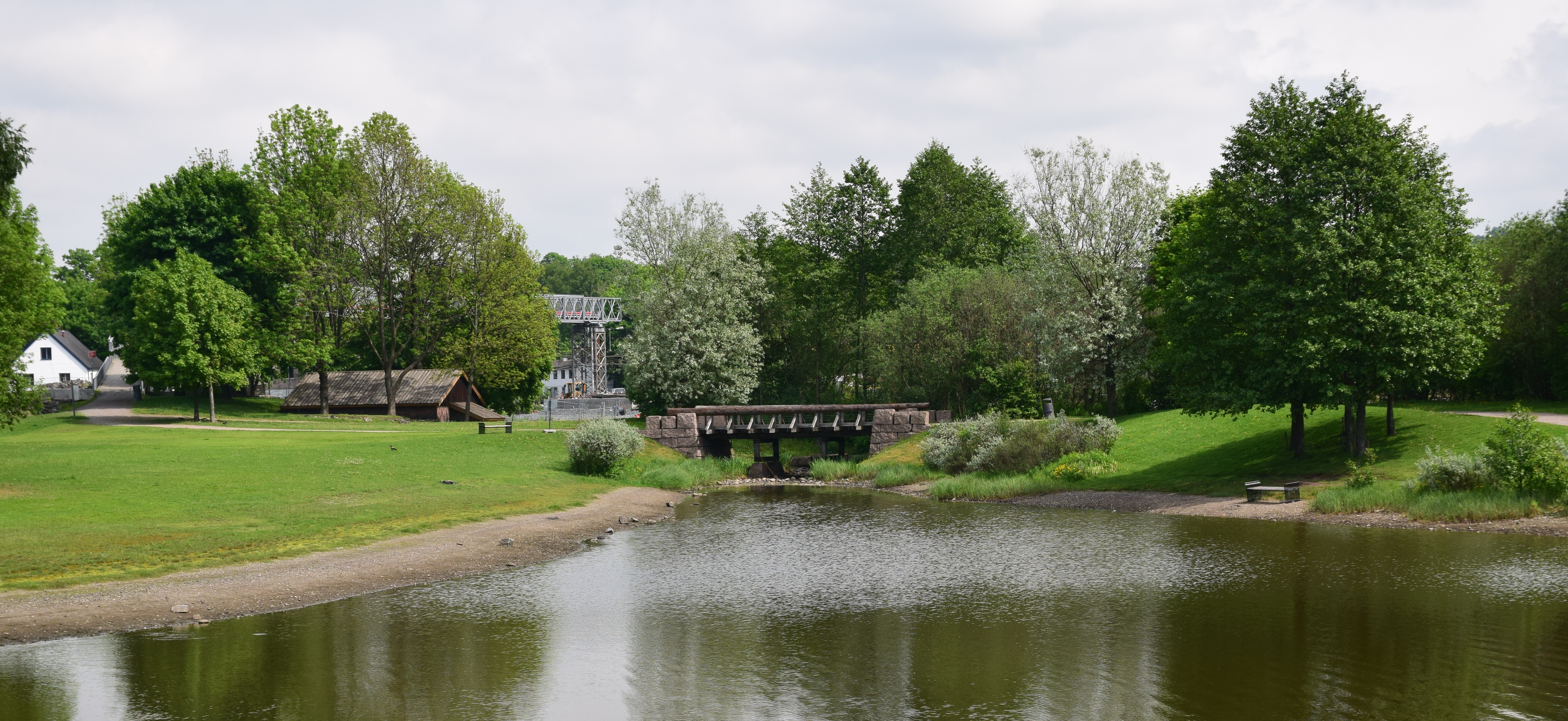
Parken med den återskapade mynningen av Alnaelva, sett från Kong Håkon 5.s gate, 2014
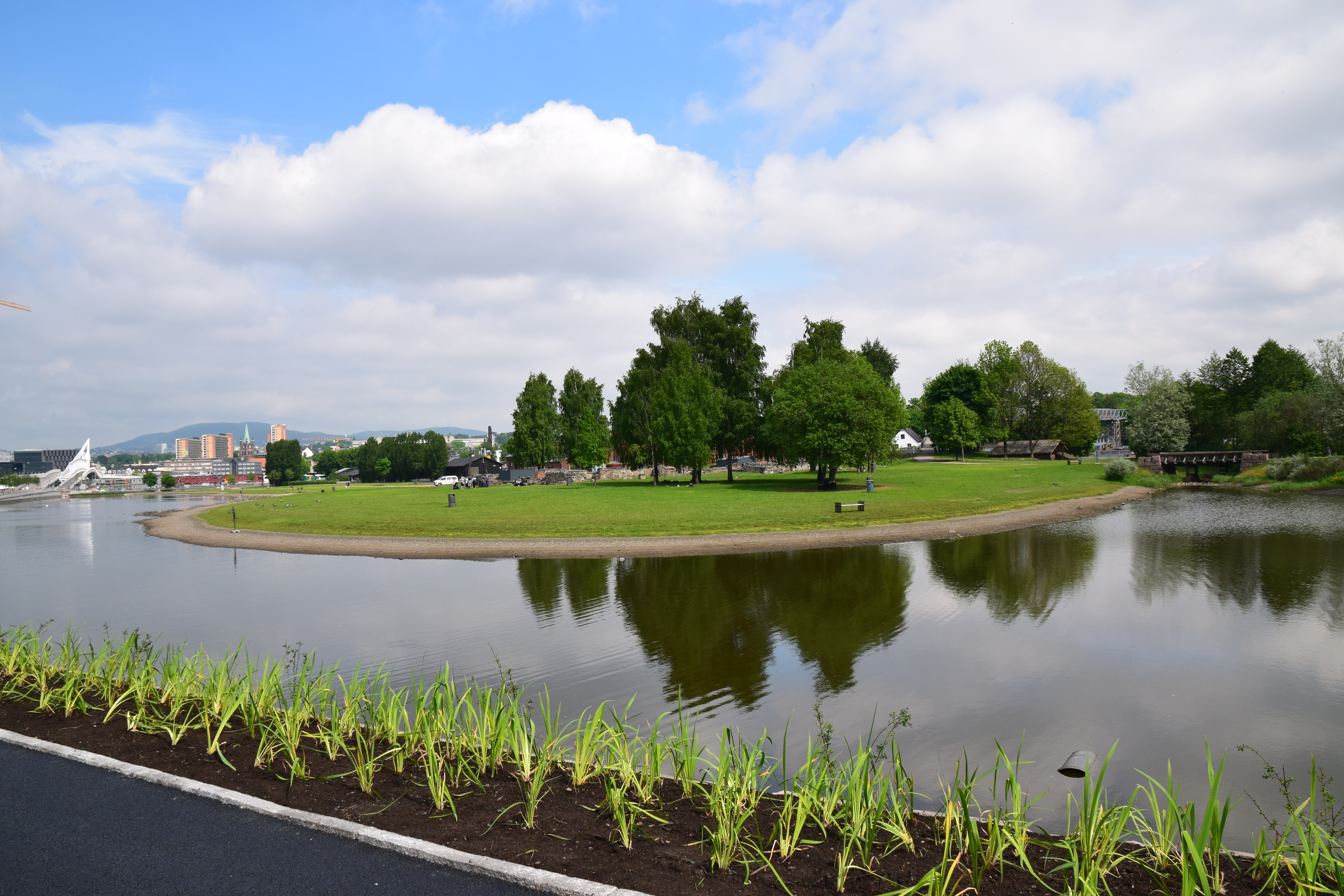
Parken sedd från Kong Håkon 5.s gate, 2014
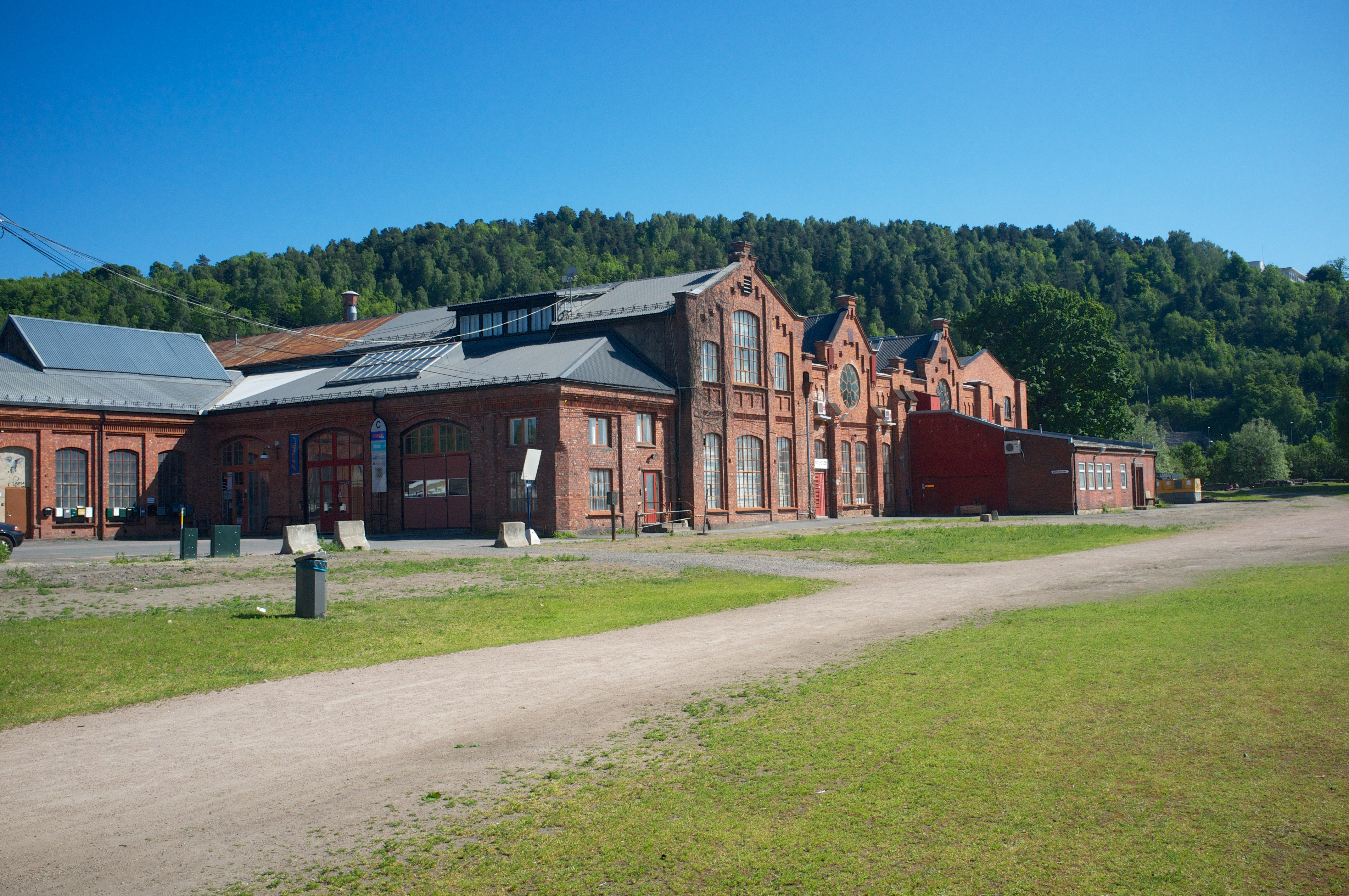
Järnvägsverkstaden, 2014